# USS LST-939
O USS LST-939 foi um navio de guerra norte-americano da classe LST que operou durante a Segunda Guerra Mundial.